# مبرهنة لينيك
في نظرية الأعداد التحليلية، مبرهنة لينيك تجيب عن سؤال طبيعي يتعلق بمبرهنة دركليه حول المتتاليات الحسابية.
سميت هاته المبرهنة هكذا نسبة إلى يوري لينيك.